# Andrzej Justyn Borkowski
Andrzej Justyn Borkowski – polski mikrobiolog, geolog, geomikrobiolog, dr hab. nauk biologicznych, profesor uczelni na Katedrze Analiz Środowiskowych, Kartografii i Geologii Gospodarczej Wydziału Geologii, Geofizyki i Ochrony Środowiska Akademii Górniczo-Hutniczej w Krakowie.

## Życiorys
W 2004 ukończył studia biotechnologii (mikrobiologii) na Uniwersytecie Warszawskim. 24 kwietnia 2009 obronił pracę doktorską Rola bakterii cyklu siarkowego w kształtowaniu strefy wietrzenia łupków pirytonośnych w Wieściszowicach (Rudawy Janowickie) (promotor: Jan Parafiniuk). 2 czerwca 2017 habilitował się na podstawie pracy zatytułowanej Oddziaływanie nanomateriałów ceramicznych (nanostrukturalnego węglika krzemu) na komórki bakteryjne.
Jest zatrudniony na stanowisku adiunkta w Instytucie Geochemii, Mineralogii i Petrologii na Wydziale Geologii Uniwersytetu Warszawskiego.